# Álvaro Salas
Álvaro Reinaldo Salas Carvajal (Valparaíso, 27 de diciembre de 1952) es un humorista y presentador de televisión chileno.

## Biografía
Nació en la ciudad de Valparaíso. Su niñez la pasó en el cerro San Juan de Dios, donde desde pequeño se caracterizó por su humor. Luego ingresó a estudiar pedagogía en música en la Universidad Católica de Valparaíso. Fue allí donde en 1975 se unió a unos amigos para formar el grupo humorístico "Pujillay", que tenía como objetivo inicial ayudar a sus padres en el pago del arancel de sus carreras. Estuvo en "Pujillay" hasta 1991, tiempo en el cual, dicho grupo se presentó en tres oportunidades en el Festival de la Canción de Viña del Mar (1982, 1985 y 1990), recibiendo una buena aceptación del público. También formó parte como panelista del clásico programa de UCV TV Show de Goles, donde representaba a Santiago Wanderers, equipo de fútbol del cual se declara hincha.
En 1992, siguió su carrera como humorista de forma "solista", participando en varios programas de televisión y estelares, siendo parte de los programas Una Vez Más, con Raúl Matas y Video Loco, ambos de Canal 13. Esto catapulta su carrera como presentador de televisión, animando programas como Viva el Lunes, El Lunes sin Falta, La Movida del Festival, Aquí se pasa mundial y Vértigo.
Además de sus presentaciones como integrante de Pujillay, también actuó en solitario en el Festival de Viña del Mar, en el año 2000 y en el 2007, en el que se reunió con "Pujillay", donde realizaron una rutina de imitaciones a varios artistas chilenos. A comienzos de 2008 no renueva contrato con Canal 13, y en marzo firma con TVN para coanimar, junto a Felipe Camiroaga, el estelar Animal nocturno.
En abril de 2010, Salas firmó contrato con Mega por un período de 2 años, para participar en el matinal Mucho gusto, y posteriormente realizar un estelar mundialista y el programa Salas de juego con Mariana Derberian. Luego participa como jurado en el programa de imitadores Yo soy y su spin off de humoristas, Coliseo romano.
En 2014, luego de 6 años regresa a Canal 13 para ser parte del estelar La Movida del Mundial.
Desde 2021 participa junto a Iván Arenas y Claudio Palma del programa Mesa para 3, en TV+.

## Vida personal
Está casado con Maritza Soto desde 1989 y tiene tres hijos: Paola (*ca. 1985), fruto de una relación pre-matrimonial, Catalina Belén (*ca. 1994), hija de Maritza, y Matías, fruto de una relación extramarital.

### Controversias
Tuvo una relación amorosa secreta con la ex vedette y actriz Tatiana Merino, la que fue descubierta públicamente en el año 2003. Asimismo, estando casado tuvo otra relación paralela con una mujer, de la cual nació un hijo varón.

## Programas de televisión

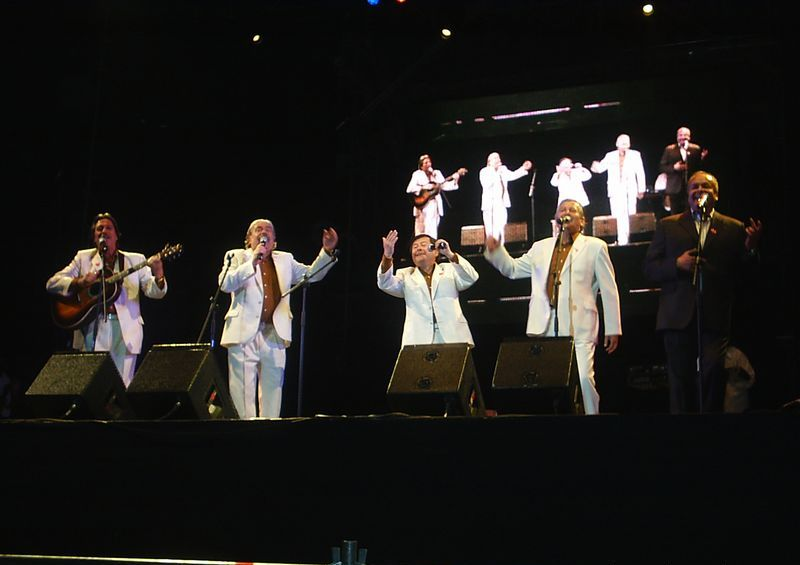
Álvaro Salas (derecha, de negro), junto al grupo Pujillay (de blanco) en 2007.

- ¿Cuánto vale el show? (Teleonce, 1981-1983)
- Show de goles (UCV Televisión, 1986-1988)
- Una Vez Más (Canal 13, 1990-1996)
- Video Loco (Canal 13, 1991-2002)
- Viva el Lunes (Canal 13, 1995-2001)
- Aquí se pasa mundial (Canal 13, 2002)
- El lunes sin falta (Canal 13, 2001)
- La Movida del Festival (Canal 13, 2001-2007)
- Vértigo (Canal 13, 2003-2007)
- Animal Nocturno (TVN, 2008-2009)
- Hombre al agua (TVN, 2011)
- Buenos días a todos (TVN, 2008-2010)
- Todos a coro (TVN, 2009)
- Mucho gusto (Mega, 2010)
- Salas de juego (Mega, 2011)
- Yo soy... (Mega, 2011-2012)
- Coliseo romano (Mega, 2011-2013)
- Familia moderna (Mega, 2014)
- La movida del mundial (Canal 13, 2014)
- Mesa para 3 (TV+, 2021)

## Premios y nominaciones
- 2000 - Gaviota de Plata, Festival de Viña del Mar.
- 2007 - Antorcha de Plata y Antorcha de Oro, Festival de Viña del  Mar.
- 2022 - Premio Nacional de Humor de Chile.[12]